# Chrysodema furcata
Chrysodema furcata es una especie de escarabajo del género Chrysodema, familia Buprestidae. Fue descrita científicamente por Kerremans en 1919.